# A Diogneto
La Lettera a Diogneto (o più semplicemente A Diogneto; Ἐπιστολὴ πρὸς Διόγνητον in greco antico) è un testo cristiano scritto in greco antico da un autore anonimo, risalente probabilmente alla seconda metà del II secolo.

## Storia
Lo scritto non era conosciuto fino al XV secolo. Attorno al 1436 Tommaso d'Arezzo, un giovane chierico latino che era a Costantinopoli per studiare il greco trovò per caso tra la carta usata da un pescivendolo per avvolgere il pesce un manoscritto. Entrò in possesso del codice, il quale poi passò nelle mani del domenicano Giovanni di Ragusa, che era legato del concilio di Basilea a Costantinopoli. Questi lo portò con sé a Basilea. Lo ottenne poi l'umanista Giovanni Reuchlin. In seguito nel 1560 o nel 1580 si trovò nell'abbazia di Marmoutier in Alsazia, da cui, tra il 1793 e il 1795, fu trasferito alla Biblioteca municipale di Strasburgo. Il 24 agosto 1870, durante la guerra franco-prussiana, il fuoco dell'artiglieria prussiana incendiò la biblioteca, nella quale andò distrutto anche il manoscritto della lettera.
Nonostante la perdita, il testo è noto in maniera abbastanza sicura, perché nel XVI secolo ne furono fatte tre copie:
- una di esse, eseguita probabilmente nel 1579 da Bernard Haus per conto di Martin Crusius, fu ritrovata tre secoli dopo da C. I. Neumann e si trova ancora oggi nella Biblioteca universitaria di Tubinga;
- la seconda fu eseguita nel 1586 da Henri Estienne per l'editio princeps dell'opera, che venne pubblicata nel 1592: fitta di note di lettura e di proposte di correzioni, essa si trova oggi a Leida;
- la terza, eseguita da J. J. Beurer tra il 1586 e il 1592, si è perduta, ma l'autore l'aveva comunicata, con le proprie annotazioni, a Estienne e a Friedrich Sylburg, e quest'ultimo pubblicò una propria edizione nel 1593. I due studiosi segnalarono nelle loro edizioni una parte delle note di Beurer.

Ma ciò che è soprattutto importante sono le due collazioni del manoscritto realizzate da Eduard Cunitz ed Eduard Reuss, rispettivamente nel 1842 e nel 1861, per la prima e la terza edizione delle opere di Giustino pubblicate da Johann Carl Theodor von Otto rispettivamente nel 1843 e nel 1879 (quest'ultima nel quadro di un'edizione complessiva degli apologisti cristiani del II secolo). In particolare, la collazione di Reuss fu molto minuziosa e Otto, la cui ultima edizione apparve dopo la distruzione del manoscritto, la citò abbondantemente, di modo che l'edizione di Otto è oggi ciò che informa meglio sul manoscritto perduto.

### La collazione di Reuss
La collazione di Reuss era un in folio piccolo cartaceo di 260 pagine, scritto probabilmente nel XIV secolo e contenente una miscellanea di ventidue scritti diversi, dei quali un indice redatto o ricopiato da Haus nel manoscritto di Tubinga ha tramandato i titoli.
I primi cinque erano attribuiti a Giustino Martire e nell'ordine sono:
- Sulla monarchia divina;
- Esortazione ai Greci;
- Esposizione della fede ortodossa;
- Ai Greci;
- A Diogneto.

Se i primi quattro erano altrimenti noti, il quinto, come si è detto, era del tutto sconosciuto. Essi erano seguiti da versi della Sibilla Eritrea (certo degli estratti degli Oracoli sibillini, raccolta di versi greci di origine giudaica e cristiana, che si presentano come composti dalle Sibille, profetesse del mondo classico, e che sono ben noti da altri manoscritti), e da Oracoli degli dei greci, copiati da Haus dopo lo scritto A Diogneto, estratti da un'opera più ampia intitolata Teosofia di Tubinga e composta tra il 474 e il 501.
Seguivano i due trattati dell'apologista cristiano del II secolo Atenagora di Atene, che si sono conservati per altra via:
- Supplica per i cristiani;
- Sulla resurrezione.

La collazione presentava poi una serie di altri scritti di ogni età e provenienza, fino almeno al XII secolo. Nell'introduzione alla sua indispensabile edizione dello scritto A Diogneto, Marrou ha potuto mostrare che doveva trattarsi di una raccolta apologetica, destinata a difendere l'ortodossia contro gli eretici, come pure contro i pagani, gli ebrei e l'islam.
Una glossa marginale del manoscritto segnala, in occasione di una lacuna dello scritto A Diogneto, che lo scriba stava copiando da un esemplare "molto antico". Anche in questo caso Marrou ha potuto stabilire, con un grado molto alto di verosimiglianza, che tutto il gruppo dei cinque scritti pseudogiustinei fu copiato a partire da una raccolta apologetica contro i pagani, composta nel VI o VII secolo. Essa doveva essere in cattivo stato di conservazione quando fu ricopiata nel XIV secolo come mostra la segnalazione di lacune da parte del copista del manoscritto. Quest'ultimo non solo non riusciva talora a leggere bene il suo modello, ma era a sua volta abbastanza trascurato, come testimoniano parecchi errori. Infine, le descrizioni trasmesse da Otto attestano che nel XIX secolo, quand'era conservato a Strasburgo, il manoscritto era abbondantemente rosicchiato dai topi, e che l'inchiostro era stinto e talora quasi illeggibile, soprattutto alla fine delle linee e nel margine superiore.
Tutti questi motivi concorrono a spiegare le difficoltà relative alla costituzione del testo dello scritto A Diogneto, nonché le numerose congetture, invero non sempre necessarie, proposte attraverso la lunga storia delle edizioni e degli studi. Dopo un numero considerevole di edizioni, restano dei passi che devono essere in ogni caso corretti, e dove gli emendamenti proposti divergono.

## Contenuto
Diogneto è un pagano, al quale la Lettera è diretta. Essa si apre con alcune domande relative ai cristiani, che questi pone all'autore:
- Qual è il Dio dei cristiani?
- Qual è la religione che permette loro di disprezzare a tal punto il mondo e la morte?
- In che cosa si differenzia da quelle dei greci e dei giudei?
- Perché questa religione, se è la vera, è apparsa nel mondo così tardi?

La risposta dell'autore è una critica sommaria e dura del politeismo e del giudaismo: quanto ai cristiani, dichiara, la loro religione non può essere stata insegnata da un uomo.
Illustra poi la condizione dei cristiani nel mondo con una serie di paradossi, e la paragona alla condizione dell'anima nel corpo:
- i cristiani sono rinchiusi nel mondo, ma non appartengono ad esso;
- ne sono odiati, ma l'amano e sono loro che lo tengono insieme.

Cosa c'è dietro a tutto ciò? Questa religione non è frutto d'invenzione umana, ma è la rivelazione dell'amore divino, che inviando suo Figlio ha riscattato gli uomini dall'abisso in cui la loro incapacità di compiere il bene li aveva gettati. Dio non ha preteso che fossero loro a uscirne, ma il suo stesso apparente ritardo nell'intervenire ha permesso loro di sperimentare più a fondo la sua bontà; e il suo amore rende possibile l'amore praticato dai cristiani in questo mondo, con lo sguardo fisso alla loro cittadinanza celeste. Tale imitazione di Dio è proposta allo stesso Diogneto.
L'ultima parte della Lettera contiene riflessioni sulla rivelazione dei misteri divini, rivelazione trasmessa dal Logos agli apostoli e da questi alla Chiesa che li amministra e li svela.
Viene proposta anche un'interpretazione allegorica dei due alberi del Paradiso terrestre, con lo scopo di definire il corretto rapporto tra conoscenza e pratica di vita.
L'opera delineò i punti significativi della dottrina salvifica di una nuova religione monoteista. Il testo afferma che con la caduta di Adamo ed Eva il genere umano ha perso la somiglianza con Dio: sola la sua bontà e il dono della sua grazia possono restituire all'umanità la posizione perduta per gioire e riconciliarsi con le tre divine persone.

## Stile e valutazioni
La Lettera è scritta in un greco di alta qualità, brillante nell'argomentazione, capace di sfruttare sapientemente i mezzi della retorica.
Nel corso della storia ha attirato molti giudizi entusiasti:
(Semisch, 1855)

Uno dei massimi specialisti della lingua letteraria greca, Eduard Norden, lo annoverava nel 1909 tra 
Peraltro esistono anche letture meno positive, come quella di Johannes Geffcken, il quale nel 1907 scrisse che
Ciò che più è significativo sono gli enunciati sulla funzione dei cristiani nel mondo:
(Henri-Irénée Marrou, uno degli studiosi più significativi del testo)
Misterioso nella sua origine e nel suo destino attraverso l'antichità cristiana, la Lettera a Diogneto resta dunque enigmatica per la sua capacità di affascinare e di generare riserve.
Negli ultimi decenni si è riscoperta quest'opera e sono state proposte alcune riflessioni di esegesi su alcuni dei suoi documenti, soprattutto per descrivere la condizione dei Cristiani.

## Possibile identificazione
Nel 1947, Paulus Andriessen suggerì di identificare la Lettera a Diogneto con l'Apologia di Quadrato di Atene, di cui sopravvive un frammento citato da Eusebio di Cesarea nella Storia Ecclesiastica. Edgar J. Goodspeed commentò nel 1966 che la teoria di Andriessen era ingegnosa, ma improbabile, affermando inoltre che il frammento dell'Apologia non corrisponde al resto del testo della Lettera.
Più di recente, Michael W. Holmes ha definito la proposta di Andriessen "intrigante": pur ammettendo che il frammento citato da Eusebio non è presente nella Lettera a Diogneto, Holmes fa notare come «vi è uno spazio vuoto tra 7.6 e 7.7 in cui [il frammento] starebbe molto bene».